# Club Cañoneros Marina
Der Fútbol Club Marina Central de Reservas, allgemein bekannt unter der Bezeichnung Club Cañoneros Marina, ist ein mexikanischer Fußballverein aus Milpa Alta, dem südöstlichsten Bezirk von Mexiko-Stadt.

## Geschichte
Nach seiner Gründung im Jahr 2012 war der dem Sekretariat der Marine unterstellte Verein zunächst in dem nördlich an Milpa Alta grenzenden Bezirk Tláhuac beheimatet und trug seine Heimspiele auf einem Sportplatz in dem Stadtviertel Cochinita aus, das lediglich über eine kleine Tribüne verfügte.
Der Verein spielte seit seiner Gründung in der viertklassigen Tercera División und erreichte in der Saison 2017/18 die Finalspiele gegen den Acatlán FC, die – nach einem 0:0 im Hinspiel und einem 1:1 im Rückspiel – erst im Elfmeterschießen verloren wurden. Weil der Acatlán FC jedoch die lizenzrechtlichen Auflagen für den sportlich erreichten Aufstieg nicht erfüllte, durfte stattdessen der Club Marina in die Serie B der drittklassigen Liga Premier aufsteigen. Dass der Verein sich als Bereicherung der höherklassigen Liga erwies, stellte er durch das Erreichen der Finalspiele unter Beweis, die er am Ende der Saison 2018/19 gegen Deportivo CAFESSA (0:2 und 3:0) gewann.

## Erfolge
- Meister der Liga Premier (Serie B): 2018/19
- Vizemeister der Tercera División: 2017/18